# Völkerich
Völkerich (Limburgs en Platdiets: Fölkerech) is een gehucht bij Gemmenich, een deelgemeente van de Belgische gemeente Plombières in de provincie Luik.
Völkerich ligt samen met Gemmenich op een terras boven het dal van de Geul, tegen de helling van de Vijlenerbossen. De bebouwing concentreert zich langs de doorgaande weg van Gemmenich naar Wezet (N608) en bestaat overwegend uit vrijstaande woningen en (voormalige) boerderijen. Veel gebouwen zijn opgetrokken in plaatselijke kolenzandsteen en vakwerk. Midden in het gehucht staat, op een driesprong van wegen, een Onze-Lieve-Vrouwekapel uit 1757. Een ander opvallend gebouw is het voormalig klooster van de franciscanen.
Rondom Völkerich is nog de oude spoorbedding te herkennen van de lijn 39 van Gemmenich naar Welkenraedt, die thans is ingericht als fiets-, wandel- en ruiterpad.

## Taal
Naast het in het onderwijs en door de plaatselijke overheid gebruikte Frans, spreekt de plaatselijke bevolking het regionale dialect Platdiets, een Limburgs dialect.

## Nabijgelegen kernen
Gemmenich, Plombières
Deelgemeenten: Gemmenich · Homburg · Montzen · Moresnet · Plombières · Sippenaeken

Overige kernen: Montzen-Gare · Eiksken · Terbruggen · Terstraten · Völkerich

Belgische gemeenten · arrondissement Verviers · provincie Luik · Wallonië